# Laguna Tinta
A  Laguna Tinta é um lago localizado na Guatemala. Localiza-se no departamento de Izabal, Município de Puerto Barrios.